# Hombre de mimbre

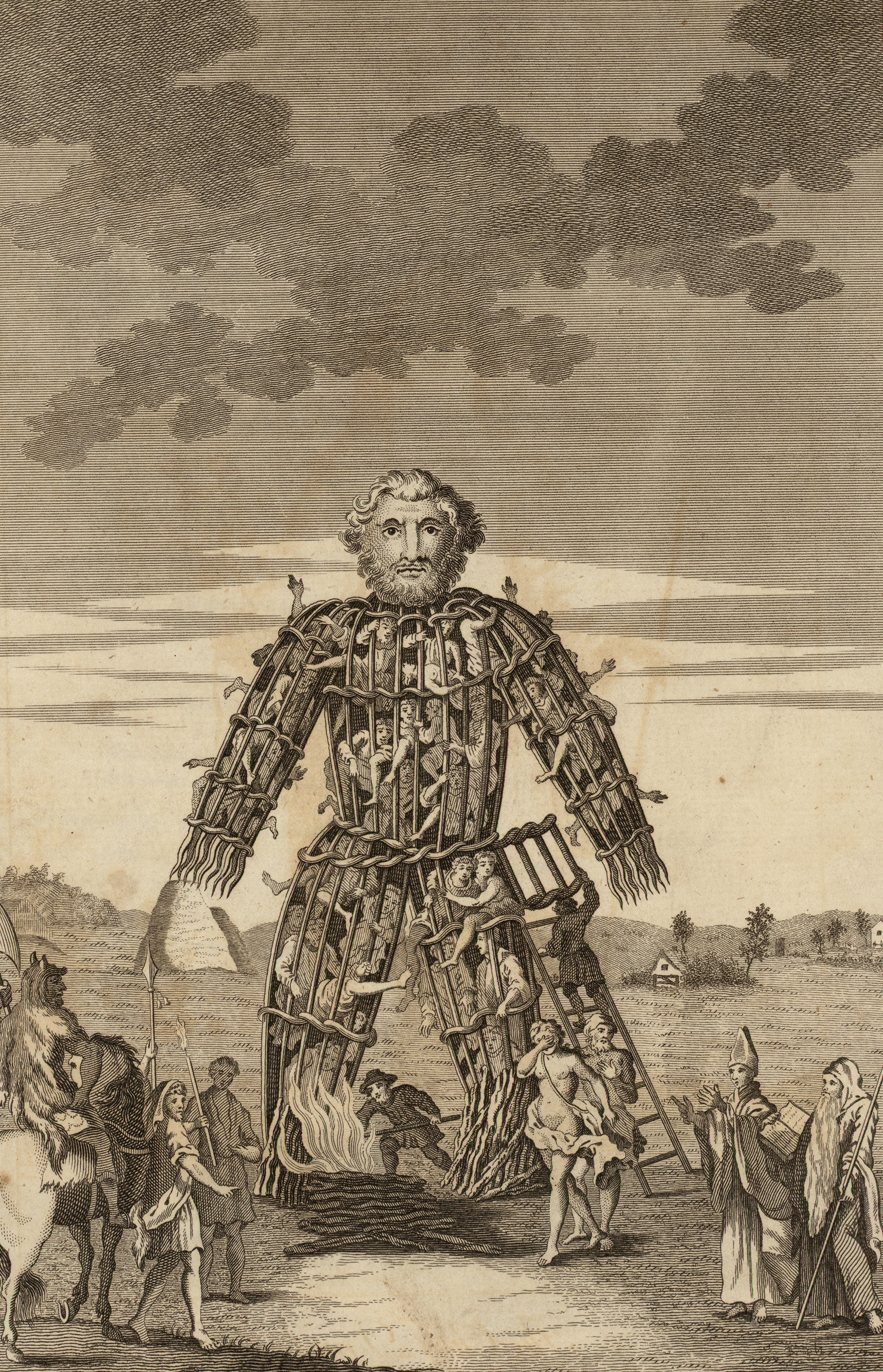
Una ilustración del de un hombre de mimbre.

Un hombre de mimbre era una gran estatua de mimbre según se dice utilizada por los antiguos druidas (sacerdotes del paganismo celta) para sacrificios haciendo arder la efigie, de acuerdo con Julio César en su Commentarii de Bello Gallico (Comentarios sobre la guerra de las Galias).Contradiciendo las fuentes romanas, investigaciones más recientes dicen que "hay poca evidencia arqueológica" de sacrificios humanos por parte de los celtas, y sugieren la posibilidad de que los griegos y los romanos diseminaran información negativa por desdén a los bárbaros. No hay ninguna evidencia de las prácticas que Julio César describió, y las historias de sacrificio humano parecen derivadas de una sola fuente, Posidonio, cuyas exposiciones no tienen base.
Evidencias arqueológicas de Irlanda también indican que el sacrificio humano pudo haberse practicado en tiempos previos a cualquier contacto con Roma. Se han encontrado restos humanos en los cimientos de estructuras desde el Neolítico a la época romana, con lesiones y en posiciones que sustentan el que fuesen sacrificios de cimentación.
En tiempos más modernos, los hombres de mimbre se utilizan para varios eventos. La figura ha sido adoptada para festivales como parte de algunas ceremonias de temática neopagana, sin el elemento del sacrificio humano. También se han empleado efigies de esta clase como elementos artísticos en representaciones, como artículos de exhibición en festivales de música rock, como material temático en canciones: la idea detrás de la canción de Iron Maiden The Wicker Man, y como elemento central de la película de culto de terror británica El hombre de mimbre (1973). Gran parte de la notoriedad del hombre de mimbre en la cultura popular moderna como estructura y concepto es atribuible a esta película.[cita requerida]

## Antiguo

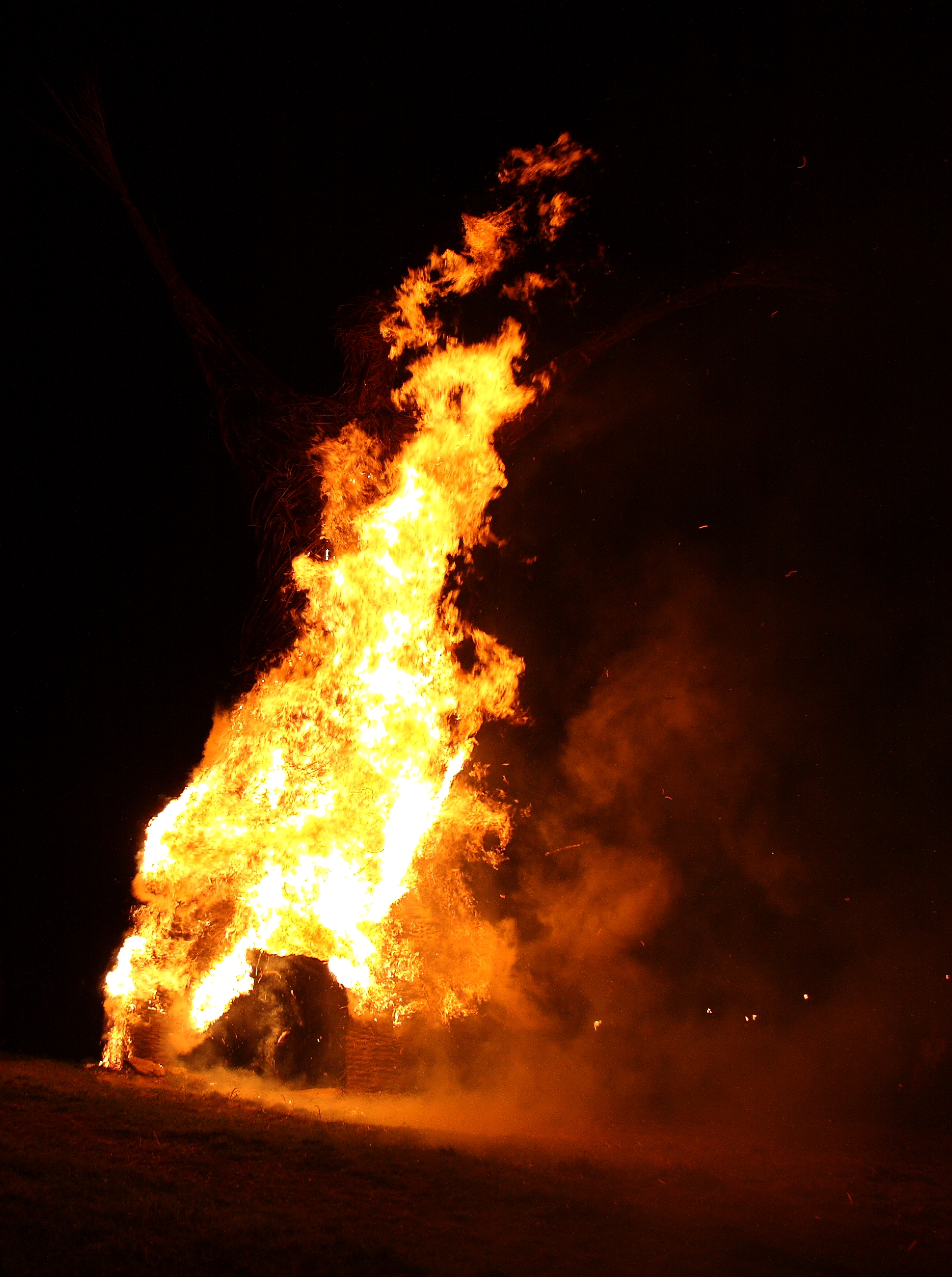
Hombre de mimbre en llamas en el Parque de la Prehistoria Archaeolink, en Oyne, Aberdeenshire, Escocia

Aunque otros escritores romanos de su época, como Cicerón, Suetonio, Lucano, Tácito y Plinio el Viejo, describen el sacrificio humano entre los celtas, únicamente César y el geógrafo Estrabón mencionan el hombre de mimbre como una de las muchas maneras en que los druidas de la Galia realizaban sacrificios. César informa de que algunos galos construían las efigies con palos y ponían hombres vivos dentro; entonces les prendían fuego para pagar el tributo a los dioses. César escribe que aunque los druidas generalmente utilizaban a aquellos que fueran culpables de delitos que merecían pena de muerte, para complacer más a los dioses, a veces utilizaban esclavos cuando no encontraban ningún delincuente.
Un comentario medieval, el Commenta Benensia del siglo X, declara que los hombres eran quemados dentro de un maniquí de madera como sacrificio a Taranis.
En Asturias (España) y Cantabria (España), en el monte Monsacro (Morcín) hasta principios del siglo XX en La Campa Les Flores en el día de Santiago, por la tarde se quemaba un monigote hecho de madera relleno de contenido explosivo, sobre todo en su cabeza. Cuando ésta explotaba se daba por finalizada la quema. El nombre del monigote era Tararu que proviene del dios celta Taranus o Taranis, dios de la guerra cántabro y asturiano en la Cantabria y Asturias prerromana.

## Moderno

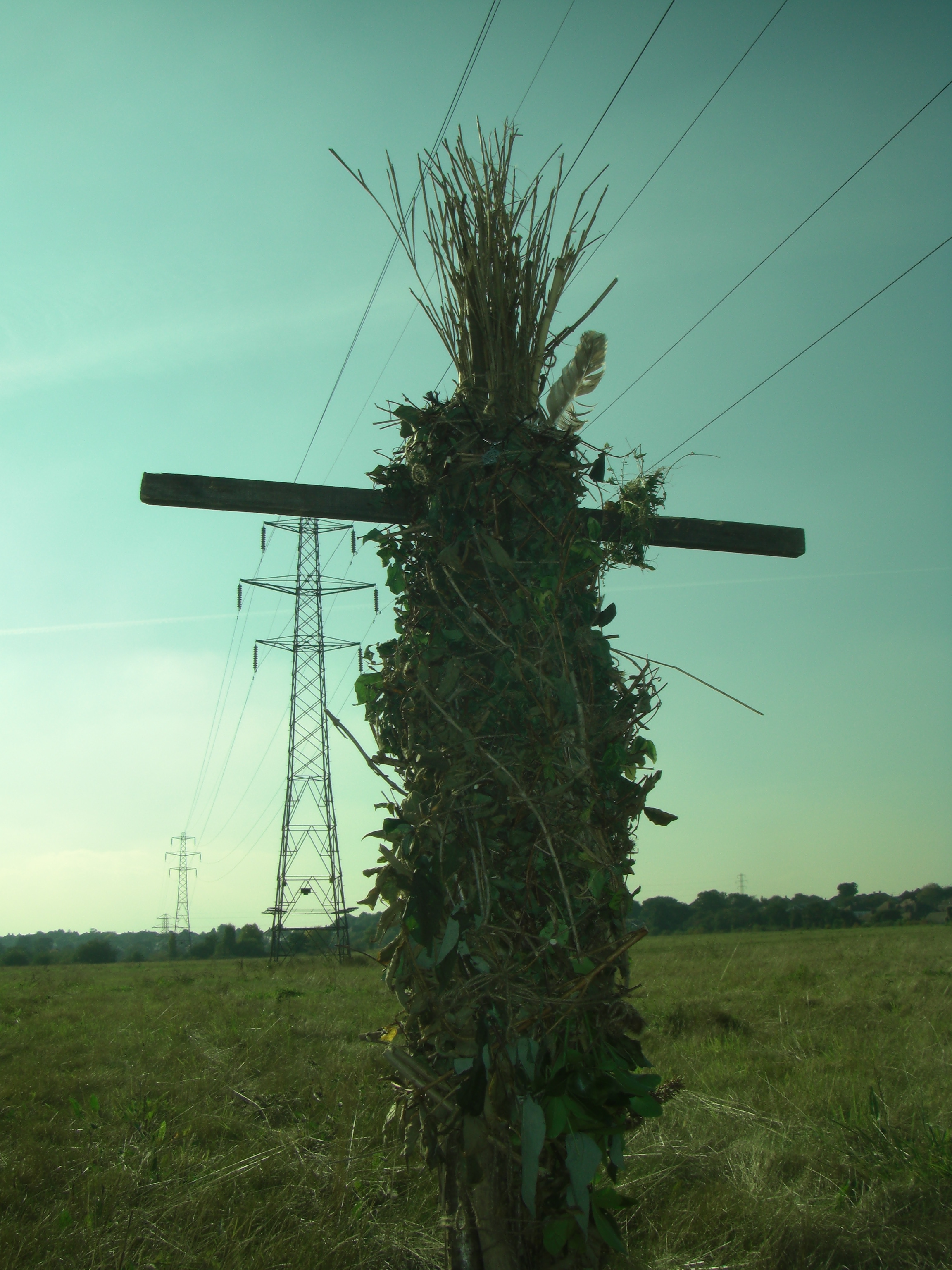
Un moderno hombre de mimbre neopagano de tamaño natural, en el sureste de Londres, Inglaterra

Los hombres de mimbre pueden ser quemados durante algunas festividades de reminiscencias paganas contemporáneas. Se hace quemar una efigie de mimbre o de otros materiales en la hoguera durante la celebración danesa anual de Sankt Hans aften (Pascua de San Juan). Los hombres de mimbre modernos van desde un tamaño humano hasta enormes esculturas humanoides temporales que son quemadas durante una celebración, normalmente hacia el final del evento. Están construidas con una estructura de madera entrelazada con palos flexibles de mimbre, a menudo utilizado en mobiliario y cercados. Algunos hombres de mimbre son extremadamente complejos y requieren días de construcción.

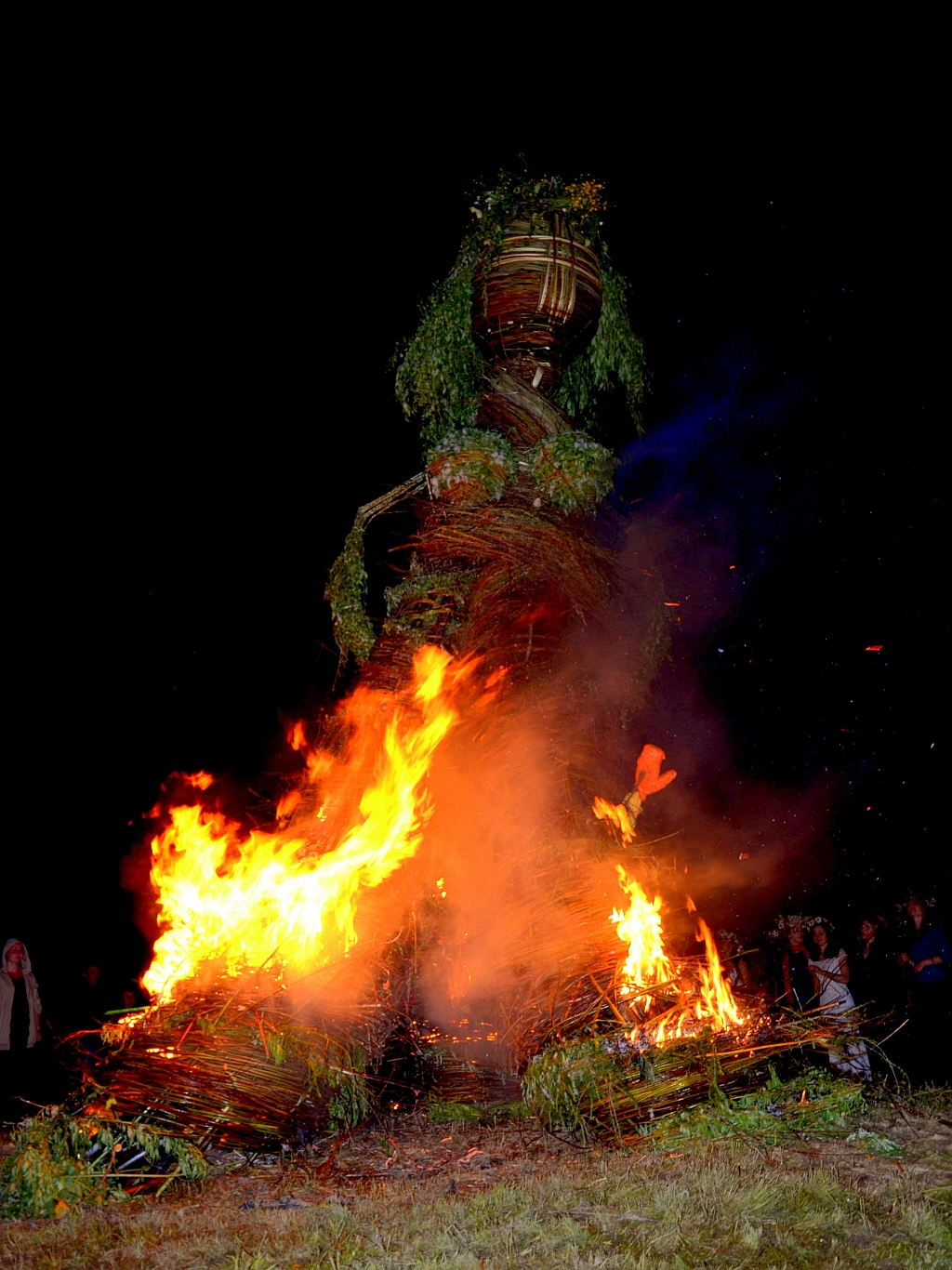
Evento del Hombre de Mimbre 2013 en Wola Sękowa, Polonia

En el norte de Portugal, el quemar efigies humanas gigantescas es una tradición entre algunos pueblos, lo cual puede relacionarse con el pasado celta de Portugal – la efigie tiene su propio nombre, Entrudo, el cual proviene de la palabra latina introits, significando introduciendo. Esta tradición no es una recreación ni un resurgimiento neopagano, pues la práctica ha continuado durante siglos con alguna contaminación católica. El Festival Entrudo o Festival Caretos es realizado como ritual de fertilidad que anuncia la primavera – los adultos jóvenes vistiendo trajes coloridos y llevando máscaras cornudas (normalmente hechas de madera) dan vueltas por su pueblo buscando chicas jóvenes para simbólicamente 'fertilizarlas';  pueden también 'fertilizar' el pueblo. La culminación del festival es el quemado de una efigie humana gigantesca con cuernos mientras los adultos jóvenes corren alrededor.
El Festival Wickerman es un evento anual de música rock y dance que tiene lugar en Kirkcudbrightshire, Escocia; su característica principal es el quemado de una efigie de madera grande la última noche.
La versión del norte de Italia del hombre de mimbre se llama La vecchia ("la vieja"), la cual es quemada una vez al año como parte de las fiestas de carnaval. Aun así, tiene una connotación más cristiana dado que es quemada en Jueves Lardero, tal y como es descrito en la película Amarcord de Federico Fellini.
Además, desde 1986, una efigie de un hombre ha sido quemada durante el Burning Man, una evento anual de una semana de duración celebrado en el desierto Black Rock, en Nevada.
Cú Chulainn, inicialmente presentado como el Sirviente-Lancero en el videojuego Fate/stay night, reaparece en el juego para aplicación de móvil Fate/Grand Order como Sirviente de tipo Castor en la forma de un druida mago cuyo Fantasma Noble se llama Hombre de Mimbre, el cual se manifiesta como un gigantesco golem hecho de madera de mimbre con una figura más pequeña en una jaula situada en el pecho de la más grande, y pisotea a través del campo de batalla espontáneamente, incendiando y quemando a sus enemigos.
En Colombia se basaron para se realice la quema del "año viejo" el cual es un muñeco de mimbre vestido con ropas viejas, normalmente es quemado a las 00:00 el primero de enero al llegar el año nuevo. esta tradición es probablemente insertada por inmigrantes europeos en la época de la conquista española.